# 西村良平
西村 良平（にしむら りょうへい、1953年〈昭和28年〉5月22日 - ）は、日本の政治家。京都府南丹市長（2期）。

## 来歴
1976年（昭和51年）京都大学農学部、1978年（昭和53年）京都大学教育学部卒業。1978年、八木町役場の公職に就く。
2006年（平成18年）1月1日、園部町、八木町、日吉町、美山町の4町が合併して南丹市が誕生。南丹市役所で市民部長などを歴任。
2011年（平成23年）、社会福祉法人長生園の職員となる。常務理事や法人事務局長などを歴任。

### 2014年南丹市長選挙
2014年（平成26年）4月6日執行。野中広務の実弟で旧園部町長の野中一二三と元衆議院議員の中川泰宏の支援を受けて立候補し、次点で落選。
※当日有権者数：27,655人 最終投票率：62.36%（前回比：-6.86pts）
| 候補者名   | 年齢 | 所属党派 | 新旧別 | 得票数  | 得票率 | 推薦・支持 |
| ---------- | ---- | -------- | ------ | ------- | ------ | ---------- |
| 佐々木稔納 | 59   | 無所属   | 現     | 8,523票 | 50.34% |            |
| 西村良平   | 60   | 無所属   | 新     | 6,603票 | 39.00% |            |
| 井尻勇助   | 72   | 無所属   | 新     | 1,804票 | 10.66% |            |

### 2018年南丹市長選挙
2018年（平成30年）4月8日執行。野中広務と野中一二三のおいで前市議の野中一秀、元園部町議の小林毅を破り初当選した。4月30日、市長就任。
※当日有権者数：27,077人 最終投票率：60.62%（前回比：-1.74pts）
| 候補者名 | 年齢 | 所属党派 | 新旧別 | 得票数  | 得票率 | 推薦・支持         |
| -------- | ---- | -------- | ------ | ------- | ------ | ------------------ |
| 西村良平 | 64   | 無所属   | 新     | 7,088票 | 43.94% |                    |
| 野中一秀 | 51   | 無所属   | 新     | 6,820票 | 42.28% |                    |
| 小林毅   | 64   | 無所属   | 新     | 2,223票 | 13.78% | （推薦）日本共産党 |

### 2022年南丹市長選挙
2022年（令和4年）4月10日執行。前回に続き立候補した野中一秀を破り再選。
※当日有権者数：25,906人 最終投票率：61.29%（前回比：+0.67pts）
| 候補者名 | 年齢 | 所属党派 | 新旧別 | 得票数  | 得票率 | 推薦・支持 |
| -------- | ---- | -------- | ------ | ------- | ------ | ---------- |
| 西村良平 | 68   | 無所属   | 現     | 9,107票 | 58.20% |            |
| 野中一秀 | 55   | 無所属   | 新     | 6,541票 | 41.80% |            |